# Jin Mu Hou
Marquis Jin Mu Hou (Langues chinoises: 晉穆侯), nom ancestral Ji (姬), prénom Feiwang (費王) ou Fusheng (弗生), était le neuvième souverain de l'État de Jin pendant la Dynastie Zhou de l'Ouest. Après la mort de son père, le marquis Jin Xian Hou en 812 av. J.-C., il monta sur le trône de Jin.
En 808 av. J.-C., la quatrième année de son règne, il épousa une femme de la famille royale de Qi pour être l'une de ses concubines. En 805 av. J.-C., la septième année de son règne, il se bat avec une tribu appelée Tiao (條). Pendant ce temps, son fils aîné, Chou, est né.
En 802 av. J.-C., après avoir été victorieux dans la bataille avec une tribu appelée Qianmu (千畝), son autre fils, Chengshi, est né.
Marquis Mu a régné pendant 27 ans. Quand il est mort en 785 av. J.-C., son jeune frère Shang Shu a usurpé le trône. Chou a été forcé de quitter Jin. 